# 薩哈林阿伊努語
薩哈林阿伊努語，又稱阿伊努語薩哈林方言、阿伊努語樺太方言、阿伊努語庫頁方言，是阿伊努人民族語言阿伊努語的一種方言，使用地區主要位於俄羅斯的薩哈林島（庫頁島）。
庫頁島的阿伊努人是從北海道遷徙過去的，與鄂霍次克文化比較接近。
第二次世界大戰後，蘇聯佔領庫頁島，將島上的100名阿伊努人驅逐到日本。庫頁島最後一個阿伊努家庭在1960年代滅絕。此方言在日本得以延續。1994年，最後一位使用者淺井竹（阿伊努名字：Tahkonanna）在北海道門別町逝世，此方言滅絕。幸好她於1983年與語言學者村崎恭子會面，留下了不少語言學資料。